# アルバロ・メドラン
アルバロ・メドラン・フスト（Álvaro Medrán Just, 1994年3月15日 - ）は、スペイン・アンダルシア州コルドバ県ドス・トーレス出身のサッカー選手。サウジ・プロフェッショナルリーグ・アル・イテファク所属。ポジションはMF（センターハーフ）。

## 略歴

### クラブ
レアル・マドリードユース出身の選手で、2014-15シーズンからトップチームに昇格。2014年10月18日、第18節のレバンテUD戦でリーグ戦デビュー。12月9日、UEFAチャンピオンズリーグのPFCルドゴレツ・ラズグラド戦で公式戦初ゴール。
2015年7月、同じマドリード州にあるヘタフェCFへレンタル移籍。
2016年7月11日、バレンシアCFに移籍した。
2017年9月1日、デポルティーボ・アラベスにレンタル移籍した。2018-19シーズンはラージョ・バジェカーノでプレー。
2019年10月10日、シカゴ・ファイアーと契約した。
2021年12月28日、アル・タアーウンFCに移籍した。
2024年1月26日、3年半契約でアル・イテファクに移籍した。

### 代表
世代別のスペイン代表に選ばれている。2014年11月21日のU-21ベルギー戦に初招集される。

## タイトル
レアル・マドリード
- FIFAクラブワールドカップ: 2014